# هاله (اخترشناسی)

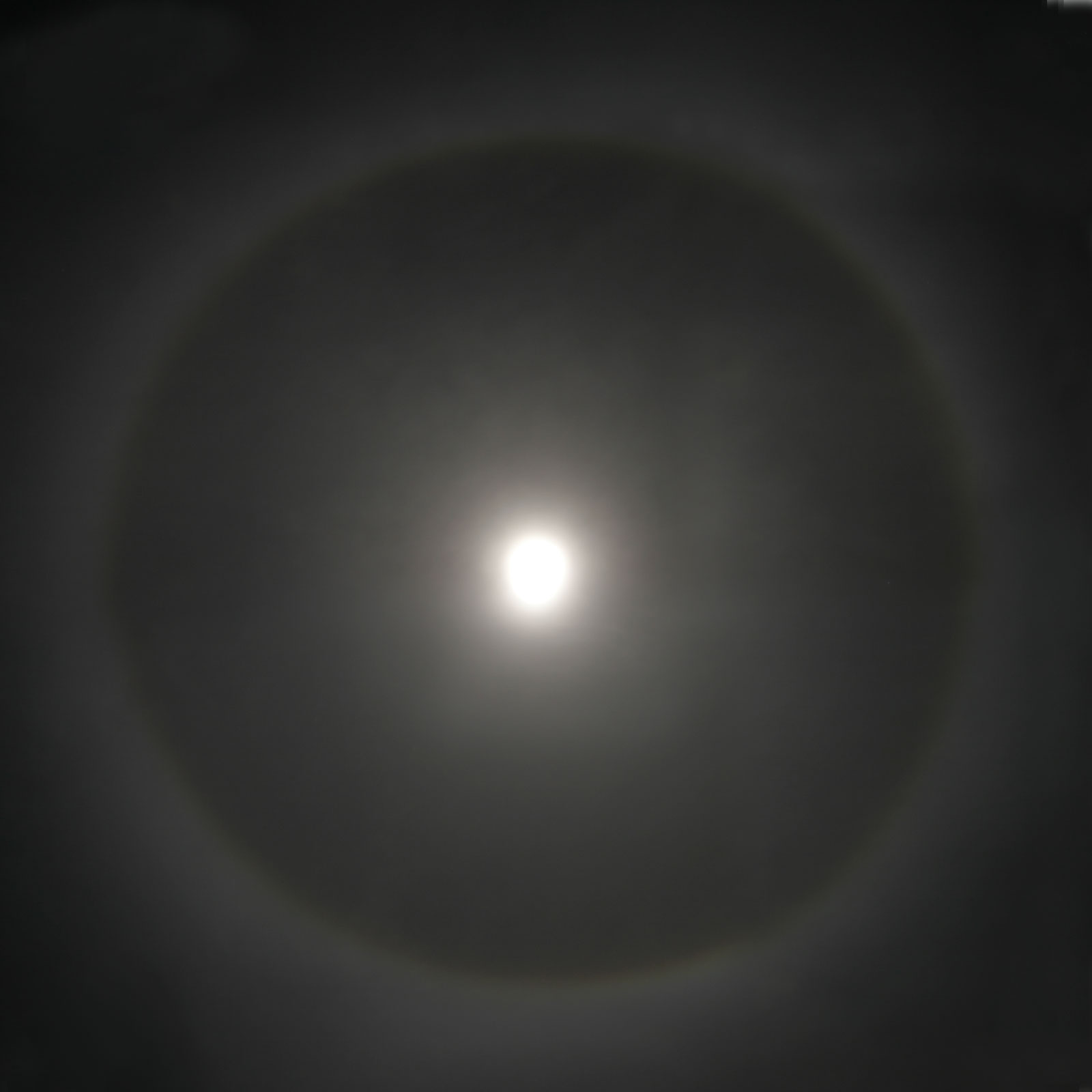
هاله ماه

هاله که خرمن ماه و شایورد هم گفته شده، حلقه‌ای از نور است که در برخی از ساعات شبانه‌روز دور خورشید و ماه دیده می‌شود. وجود بلورهای یخ در لایه‌های نازک ابرهای سیروس با شکست و پراکنش و تجزیه نور باعث پیدایش این پدیده می‌شود.

## نگارخانه

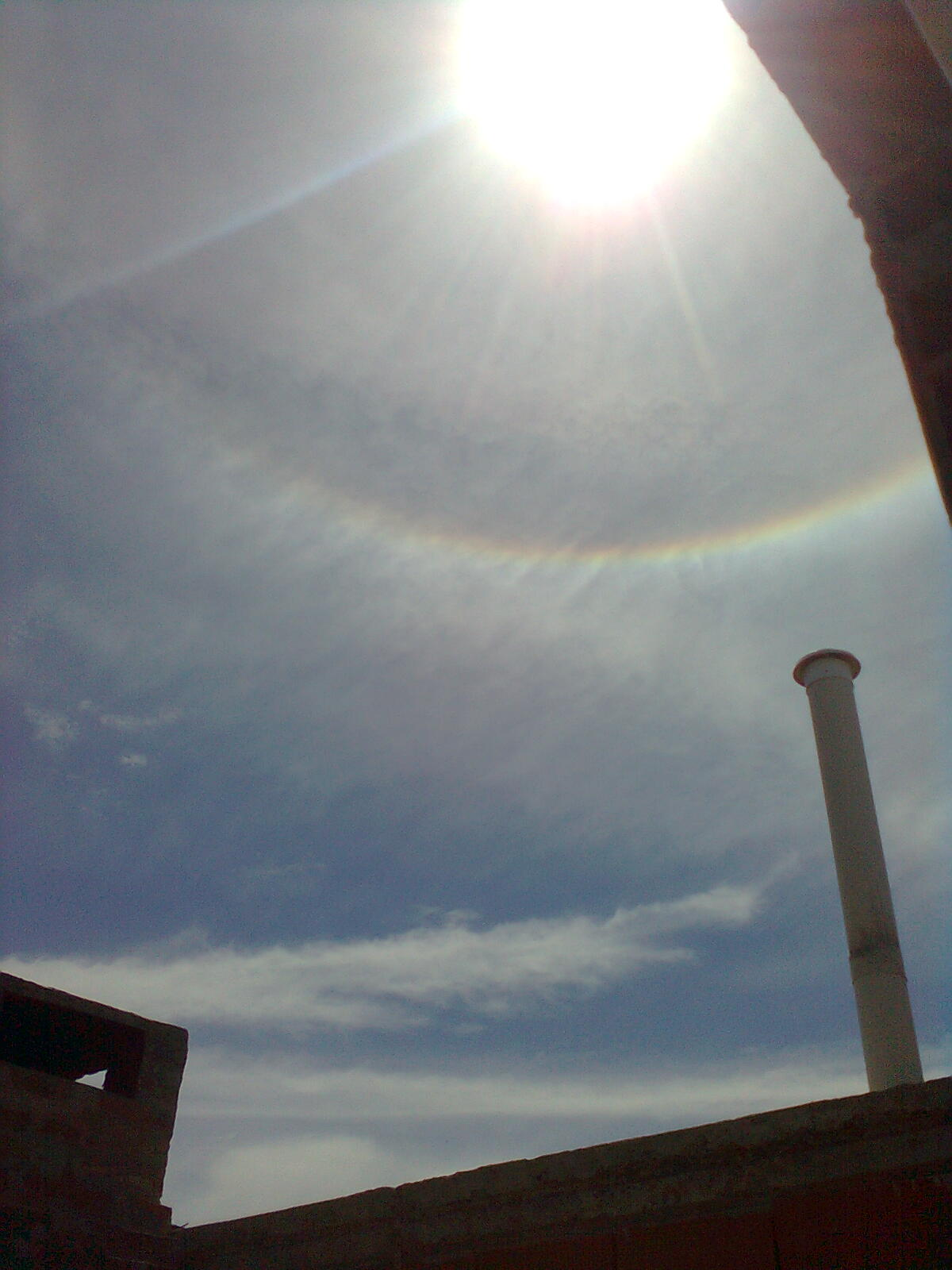
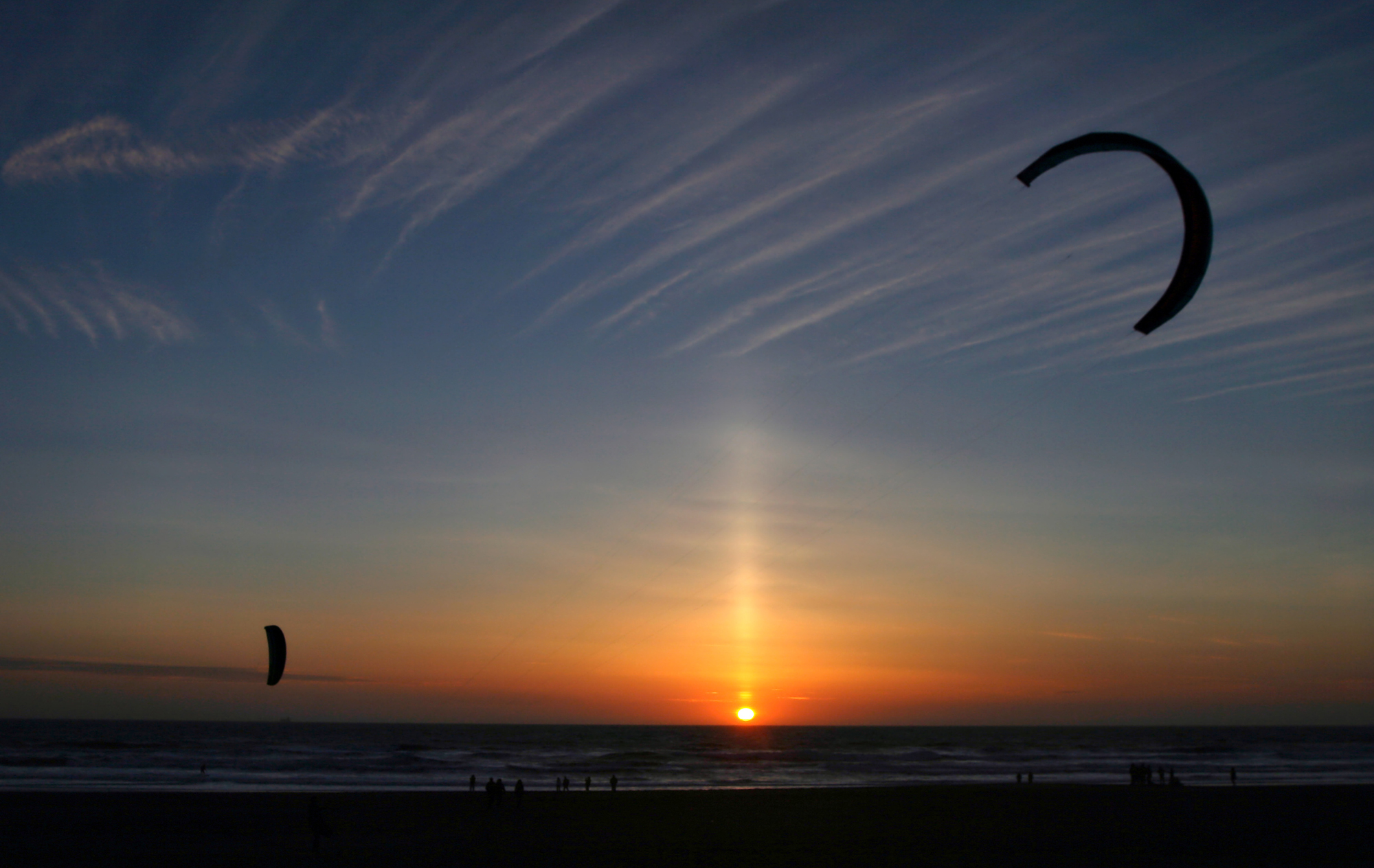
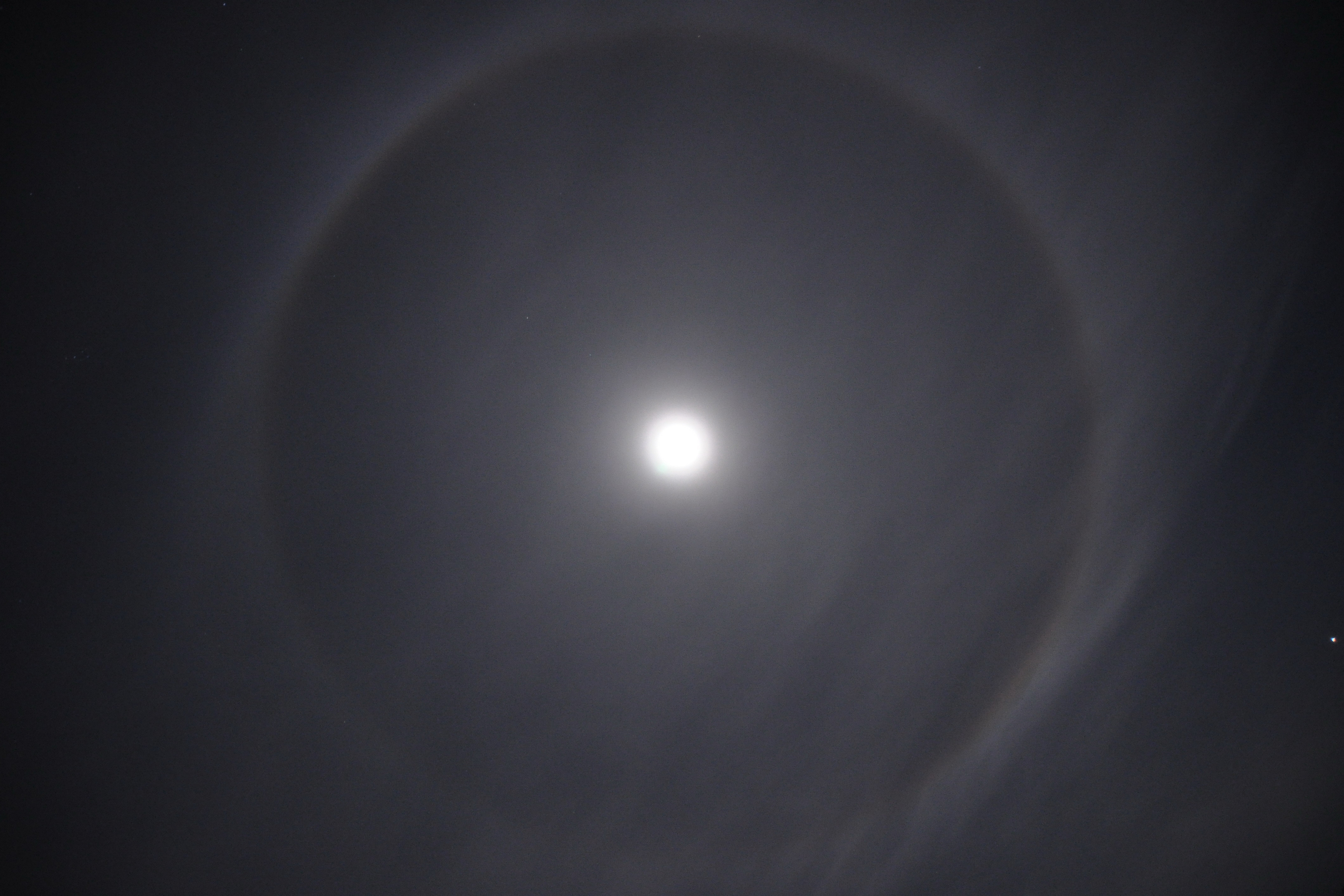
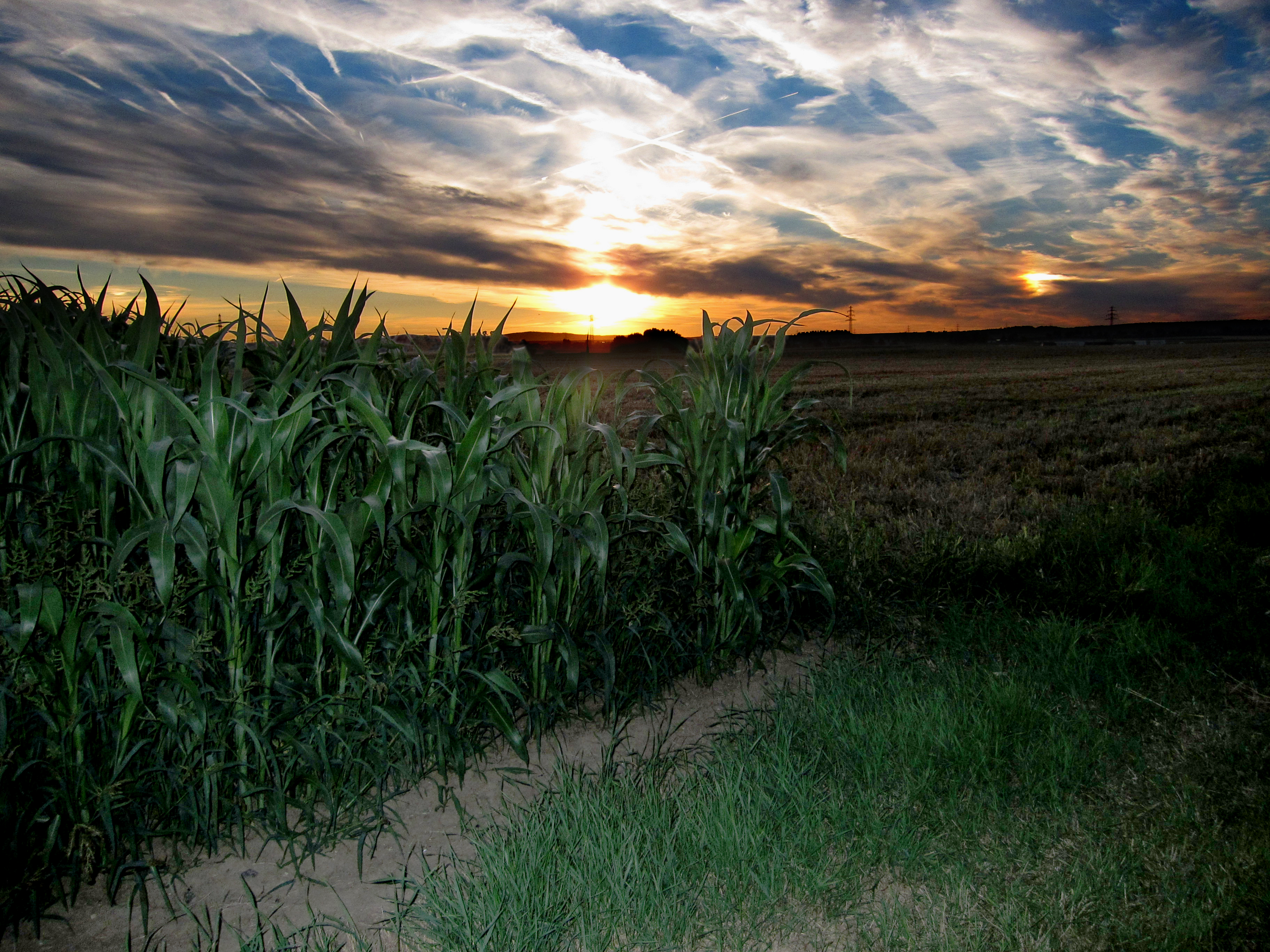
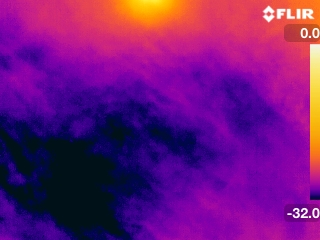
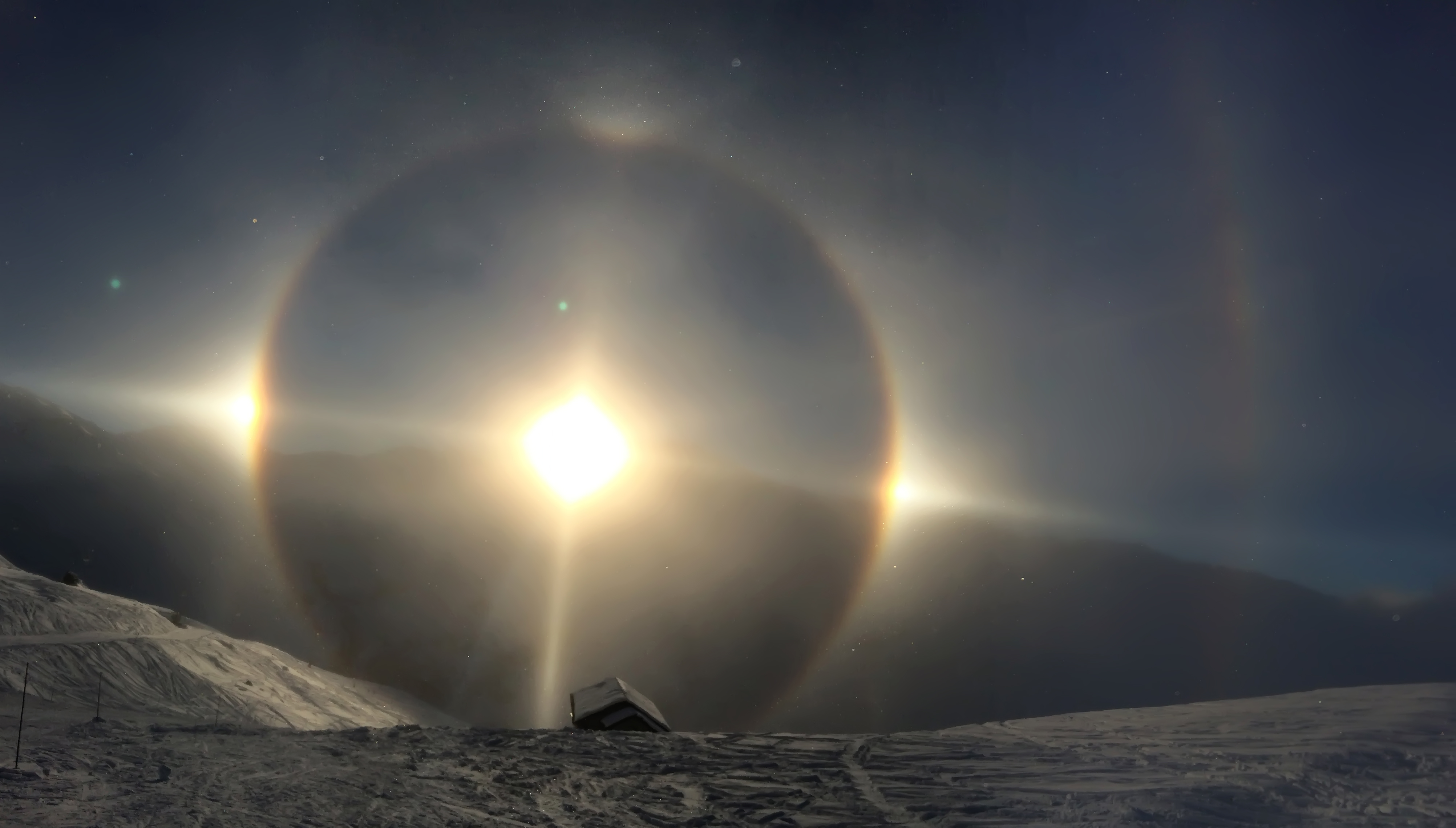